# TERA Online
《TERA》（又译「神谕之战」）是一款由韓國蓝洞工作室開發的大型多人在線角色扮演遊戲（MMORPG），由NHN Games發行，最初於2009年8月22日在韓國進行封閉測試。遊戲名稱源自於希臘語。

## 玩法
遊戲最大特色在於「非鎖定目標」（Non-Targeting）攻擊，不同於現在的線上遊戲是先決定攻擊的目標再發動攻擊的模式，研發團隊希望藉此讓玩家體驗戰鬥的最大真實感。  
而「7 大種族、13 大職業」為另一遊戲特色，共計可搭配出多種截然不同的男女性別角色。無論是我行我素的「卡斯塔尼克」（男、女）、溫順憨厚的「波波利」（限男）、可愛萌人的蘿莉「艾琳」（限女）、無堅不摧的「亞曼」（男、女）、深思熟慮的「巴拉卡」（限男）、高傲自大的「高等精靈」（男、女）、滿腹雄心壯志的「人類」（男、女）等7大特殊種族，還是劍鬥士、槍騎士、狂戰士、屠殺者、弓箭手、魔導士、祭司、元素使、飛劍士、魔工師、魔拳師、忍者、月光武士 等 13 大多元化職業，任玩家自由搭配選擇，創造出獨具個人風格的角色。

## 种族职业
不同种族的主要分別为外观以及独特的种族技能，与其他游戏不同的是，TERA的种族之间沒有能力值差异，所以不存在某个种族特别适合某种职业。值得一提的是，种族技能可能对一些职业有利。

## 歷史
- 2007年，NCsoft《天堂3》開發團隊在離開NCsoft之後，加入新遊戲公司Bluehole，展開新遊戲計畫《Project S1》[1]。
- 2009年1月22日，《Project S1》正式命名為《TERA：The Exiled Realm of Arborea》[2]。
- 2009年8月22日，在韓國展開為期兩天的封閉測試。
- 2011年1月11日，在韓國展開公開測試。
- 2012年2月11日，在美國展開封閉測試。
- 2012年10月25日,在台灣展開CCB。並於2012年11月8日展開封閉測試。
- 2012年11月22日，在台灣展開公開測試。
- 2014年1月9日，在中國大陸，YOOOO展開核心首測。
- 2014年5月13日，在中國大陸，YOOOO展開真致二測。
- 2014年7月16日，在中國大陸，YOOOO展開不刪檔測試。
- 2014年8月6日，在中國大陸，YOOOO開放性測試。
- 2015年4月28日，在台灣開啟「韓版」設定伺服器公測。
- 2015年8月20日，Bluehole決定終止OMG在台灣代理權，OMG宣布終止營運代理權將轉至其他公司接手。
- 2015年11月18日，OMG結束營運並由樂意傳播接手代理，台版韓設資料轉移至樂意傳播，而台灣特別版伺服器正式關閉。
- 2016年6月15日，中国大陆代理商昆仑宣布将于2016年8月18日停止运营 [3]
- 2021年9月17日，台灣代理商樂意傳播宣布將於2021年11月18日停止營運
- 2022年4月20日，宣佈日服停止營運
- 2022年6月30日，宣布PC版本所有伺服器停止營運,至此TERA僅剩家機版本 TERA Console（PS4,XBOX )亞洲、歐洲、美洲三個伺服器

台版(主要為韓設)版本歷史
- 2011年11月22日，全面公測 ，「劍鬥士、槍騎士、狂戰士、屠殺者、弓箭手、魔導士、祭司、元素使」8大職業。
- 2015年4月28日，「飛劍士」版本，新職業「飛劍士、魔工師」，加入「太古神遺物武器」。
- 2015年11月18日，「The Next」版本，新職業「魔拳師」。
- 2016年2月4日，「破曉黎明」版本。
- 2016年4月21日，「忍術士」版本，新職業「忍術士」。
- 2016年10月6日，「魔導降臨」版本，重制魔導士。
- 2018年4月23日，新增職業覺醒[槍騎士,魔拳師,劍鬥士,狂戰士,屠殺者,元素使,祭司]。
- 2018年10月4日, 新增職業覺醒[弓箭手、魔工師、忍術士、月光武士、魔導士、飛劍士]。
- 2019年3月21日, 開放等級上限至70等，新增技能鍛鍊系統、屬性開放系統，新增冒險者代幣系統，VIP系統更變、新增波波利代幣商店。

## 爭議
《TERA》研發團隊原為NCsoft的《天堂3》研發團隊，在研發團隊離開NCsoft加入新遊戲公司Krafton並展開新遊戲計畫《Project S1》，在遊戲曝光後，被NCsoft指稱遊戲研發技術與相關資料，與《天堂3》非常類似，因此提出訴訟。

## 參照
1. ↑  .   [2009-10-03]. （原始内容存档于2009-02-05）.
2. ↑  .   [2009-10-03]. （原始内容存档于2009-02-05）.
3. ↑  .   [2016-06-18]. （原始内容存档于2016-06-18）.

## 外部連結
- 韓國官方網站（页面存档备份，存于）
- （日語）日本官方網站（页面存档备份，存于），須代理伺服器才能連接
- （中文）TERA中文百科
- （中文）台灣官方網站（页面存档备份，存于）
- （英文）北美官方網站
- （中文）中国大陆官方网站